# Bruno Torrisi
Bruno Torrisi (Giarre, 19 maggio 1961) è un attore italiano.

## Biografia
Nato a Giarre (CT), si diploma alla Scuola D'Arte Drammatica del Teatro Stabile di Catania. Nel 1996 consegue il diploma di Arti Marziali e discipline cinesi come istruttore di Taijiquan, Kung Fu wushu.
È conosciuto soprattutto per i ruoli secondari o ruoli da comprimario in diverse fiction televisive di produzione italiana, tra le quali Il commissario Montalbano, Paolo Borsellino, L'ultimo dei Corleonesi, Il capo dei capi,  L'isola dei segreti - Korè, Carabinieri 6, R.I.S. - Delitti imperfetti, Un caso di coscienza 4, La terza verità, Il bambino della domenica e Pane e libertà. Il ruolo televisivo più notevole lo ha avuto in Squadra antimafia - Palermo oggi, serie televisiva a cui prende parte dal 2009 al 2016 in tutte le sue stagioni, oltre che nello spin-off Rosy Abate - La serie, in onda dal 2017 al 2019.
In teatro ha recitato il più delle volte con la regia di Armando Pugliese. Al cinema ha portato L'uomo delle stelle di Giuseppe Tornatore nel 1995, Perdutoamor di Franco Battiato nel 2003 e La passione di Giosuè l'ebreo di Pasquale Scimeca nel 2004.
Nel 2010 a Trecastagni riceve il "premio alla Sicilia" dal patron del premio Mirko Vecchio. Nel 2021 recita nel videoclip Senza paracadute, singolo di Giovanna D’Angi & Luca Madonia, uscito il 23 marzo del 2021. La canzone è scritta da Raffaele Viscuso ed edita da Senza dubbi srl. All’interno del videoclip, compare anche il noto presentatore Salvo La Rosa.
Il 25 maggio 2024 sposa la sua compagna, il soprano Marianna Cappellani, dalla quale ha avuto nel 2011 una figlia di nome Michela. 

## Filmografia

### Cinema
- L'uomo delle stelle, regia di Giuseppe Tornatore (1995)
- Perdutoamor, regia di Franco Battiato (2003)
- La passione di Giosué l'ebreo, regia di Pasquale Scimeca (2004)
- Romanzo di una strage, regia di Marco Tullio Giordana (2012)
- Nero infinito, regia di Giorgio Bruno (2013)
- Fai bei sogni, regia di Marco Bellocchio (2016

### Televisione
- Il commissario Montalbano - La forma dell'acqua – serie TV (2000)
- Amatemi, regia di Renato De Maria – film TV (2003)
- Paolo Borsellino, regia di Gianluca Maria Tavarelli – miniserie TV (2004)
- Carabinieri 6 – serie TV (2006)
- L'ultimo dei Corleonesi, regia di Alberto Negrin – film TV (2007)
- La terza verità, regia di Stefano Reali – miniserie TV (2007)
- Il capo dei capi, regia di Enzo Monteleone e Alexis Sweet – miniserie TV (2007)
- R.I.S. 4 - Delitti imperfetti – serie TV, episodio 4x08 (2008)
- Il bambino della domenica, regia di Maurizio Zaccaro – miniserie TV (2008)
- Pane e libertà, regia di Alberto Negrin – miniserie TV (2008)
- Un caso di coscienza 4 – serie TV (2008)
- L'isola dei segreti - Korè, regia di Ricky Tognazzi – miniserie TV (2008)
- Squadra antimafia – serie TV, 69 episodi (2009-2016)
- La scelta di Laura – serie TV, episodio 2 (2009)
- Distretto di Polizia – serie TV, episodi 10x01-10x04 (2010)
- Paolo Borsellino - I 57 giorni, regia di Alberto Negrin – film TV (2012)
- Lea, regia di Marco Tullio Giordana – film TV (2015)
- Il giovane Montalbano – serie TV, episodio 2x01 (2015)
- Boris Giuliano - Un poliziotto a Palermo, regia di Ricky Tognazzi – miniserie TV, episodio 1 (2016)
- Romanzo siciliano – serie TV, episodio 4 (2016)
- Rosy Abate - La serie – serie TV (2017-2019)
- Liberi sognatori - A testa alta, regia di Graziano Diana – film TV (2018)
- Rocco Chinnici - È così lieve il tuo bacio sulla fronte, regia di Michele Soavi – film TV (2018)
- Il cacciatore – serie TV, 4 episodi (2018)
- La stagione della caccia - C'era una volta Vigata, regia di Roan Johnson – film TV (2019)
- Enrico Piaggio - Un sogno italiano, regia di Umberto Marino – film TV (2019)
- Svegliati amore mio, regia di Simona Izzo e Ricky Tognazzi – miniserie TV, episodi 1 e 3 (2021)
- Màkari – serie TV, episodio 2x03 (2022)
- Tutto per mio figlio, regia di Umberto Marino – film TV (2022)
- Maria Corleone – serie TV, 5 episodi (2023)

## Teatro
- I villeggianti di Maksim Gor'kij, regia di Sandro Sequi (1990)
- Anfissa di Andrejef, regia di Sandro Sequi (1991)
- Alcesti di Euripide, regia di Sandro Sequi (1992)
- Il bell'indifferente di Jean Cocteau, regia di M. Cinque (1995)
- Libertà da Giovanni Verga, regia di Armando Pugliese (1997)
- Il segno verde di Pier Maria Rosso di San Secondo, regia di Armando Pugliese (1998)
- Cagliostro, ideazione e regia di Lech Raczak (1998)
- La città del mondo di Elio Vittorini, regia di Armando Pugliese (1999)
- Gerusalemme liberata di Torquato Tasso, regia di Armando Pugliese (2000)
- Salvatore Giuliano, musical di D. Scuderi, regia di Armando Pugliese (2001)
- Il marchese di Roccaverdina di Luigi Capuana, regia di Alvaro Piccardi (2001)
- Goldoni e le sue commedie nuove di P. Ferrari, regia di Armando Pugliese (2002)